# 닐 엘가 밀러
닐 엘가 밀러(Neal Elgar Miller, 1909년 8월 3일 ~ 2002년 3월 23일)는 미국의 심리학자, 신경 과학자다. 제자로 필립 짐바르도가 있다.